# Monhystera trichura
Monhystera trichura är en rundmaskart som beskrevs av Allgen 1930. Monhystera trichura ingår i släktet Monhystera och familjen Monhysteridae. Arten är reproducerande i Sverige. Inga underarter finns listade i Catalogue of Life.